# Miriam Bruçeti
Miriam Bruçeti (ur. 15 marca 1949 w Szkodrze) – albańska aktorka, żona Viktora Bruçetiego.

## Życiorys
Ukończyła studia na wydziale aktorskim Instytutu Sztuk w Tiranie. Występowała w teatrze Migjeni w Szkodrze. Na dużym ekranie zadebiutowała w roku 1980 epizodyczną rolą w filmie Dëshmorët e monumenteve. Potem zagrała jeszcze w 5 filmach fabularnych.
W latach 90. XX wieku przeniosła się wraz z rodziną do Kanady, a następnie do Francji.

## Role filmowe
- 1980: Dëshmorët e monumenteve jako żona Janiego
- 1981: Thesari jako Sofia
- 1982: Rruga e lirise jako Dava
- 1985: Dasma e shtyrë jako żona Bali
- 1985: Të paftuarit
- 1988: Flutura në kabinën time